# بوالا
بوالا (به لاتین: Buala) یک زیستگاه انسانی در جزایر سلیمان است که در جزیره سانتا ایزابل واقع شده‌است.

## خصوصیات
بوالا  ۲٬۸۱۳ نفر جمعیت دارد و ۰ متر بالاتر از سطح دریا واقع شده‌است.